# Lepiota clypeolarioides
Lepiota clypeolarioides är en svampart som tillhör divisionen basidiesvampar, och som beskrevs av Carleton Rea. Lepiota clypeolarioides ingår i släktet Lepiota, och familjen Agaricaceae. Arten är reproducerande i Sverige.